# U.S. Steel
U.S. Steel (United States Steel Corporation) est un producteur d'acier basé aux États-Unis avec d'importantes opérations en Europe centrale. La société a été créée en 1901 par J.P. Morgan et Elbert H. Gary, par la fusion de la Federal Steel Company et des aciéries d'Andrew Carnegie.

## Histoire

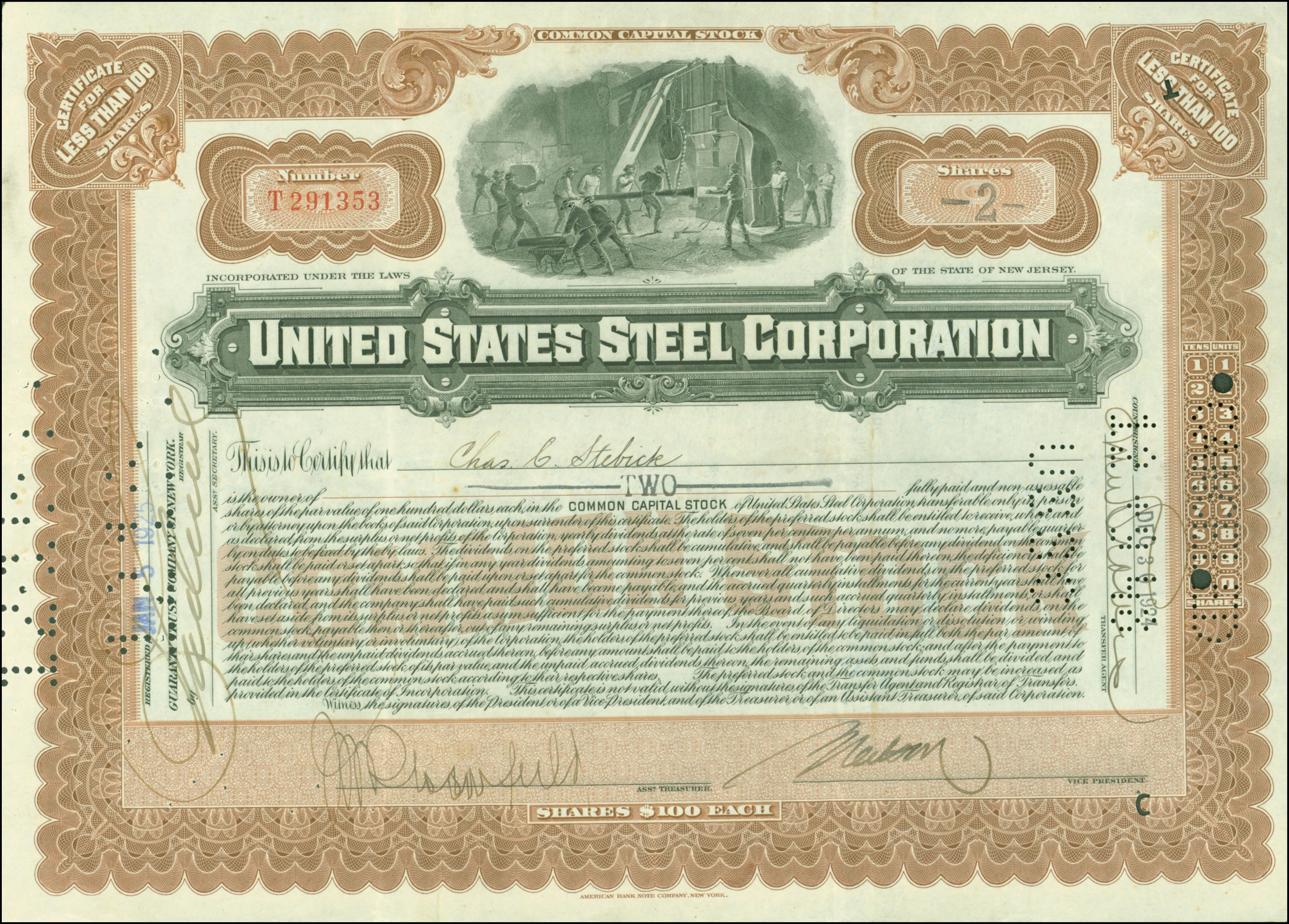
Action de l'United States Steel Corporation, en date du 30 décembre 1924.

US Steel est né en 1901 de la fusion de plusieurs aciéries américaines, qui ont permis à son PDG, Andrew Carnegie, de faire passer de 1880 à 1900 sa part de marché aux États-Unis de 10 % à 30 % [réf. incomplète].
Avec l'industrialisation consécutive à la guerre de Sécession (1865), la croissance de la demande d'acier, spectaculaire, est multipliée par huit de 1880 à 1900, pour atteindre 10 millions de tonnes, faisant des États-Unis le premier producteur mondial. Au cours des treize années suivantes cette production triple. En 1913, ils produisent autant que l'Allemagne, le Royaume-Uni et la France réunis
La production de charbon suit au même rythme, tirée par celle de l'acier, qui est elle-même tirée par la forte consommation de métal pour un réseau ferroviaire américain qui emploie en 1900 un million de personnes, soit 3 % de la population active, et se déploie sur 450 000 kilomètres de rail, soit près de la moitié de la totalité du parc mondial de l'époque [réf. incomplète].
En 1899, US Steel ne fait malgré tout pas encore partie des trois sociétés sidérurgiques, American Steel & Wire (en) (spécialisé dans le fil de fer barbelé utilisé dans les Grandes Plaines et plus tard intégrée à US Steel), Tennessee Coal and Iron (achetée en 1907 par US Steel, J.P. Morgan profitant de la panique bancaire de la même année) et Federal Steel, qui sont déjà entrées dans les douze sociétés de l'indice Dow Jones. Après la grande fusion de 1901, deux actions du nouveau groupe US Steel figurent dans l'indice; Federal Steel en sort. En 1901, l'indice compte aussi deux sociétés de cuivre (dont celles qui exploite les formidables gisements de Chuquicamata au Chili et une de plomb).
L'importance de US Steel ne fait que grandir au cours du XXe siècle. En 1980, un an avant l'investiture de Ronald Reagan, c'est la plus grosse société de production d'acier intégré des États-Unis, employant 120 000 ouvriers. Cependant, au cours des années 1980, l'automatisation, sur le modèle des grandes entreprises japonaises, conduit à nombre de licenciements: dix ans plus tard, une vingtaine de milliers d'employés suffit à assurer le même résultat.
En 1982, US Steel acquiert Marathon Oil puis en 1986, se renomme USX pour entériner cette diversification de ses activités. En 2001, les activités sidérurgiques et les activités pétrolières sont scindés à nouveau dans deux entreprises distinctes. 
En 2007, US Steel a acquis la société canadienne Stelco. Dans le but d'obtenir l'aval des autorités canadiennes, US Steel s'était engagé à fermer temporairement deux usines de Stelco, mettant en chômage technique environ 1 500 travailleurs. En juillet 2009, le gouvernement du Canada a décidé d'entamer des poursuites judiciaires à l'encontre d'US Steel, car les usines ne sont toujours pas rouvertes. Selon le gouvernement du Canada, U.S. Steel emploierait environ 20 % de la main d'œuvre canadienne qu'elle s'était engagée à employer lors de l'acquisition de Stelco et la quantité d'acier produite par U.S. Steel « ne représentait qu'une petite quantité du total qu'il doit produire sur une base annuelle ».
Le 18 décembre 2023, US Steel accepte une offre de rachat par le sidérurgiste japonais Nippon Steel, pour un montant de 14,9 milliards de dollars, valorisant l'entreprise 40 % de plus que sa cotation officielle. L'accord intervient après des négociations avec plusieurs acheteurs potentiels, comme Cleveland-Cliffs (en) et Esmark, qui s'étaient publiquement déclarés interessés mais qui n'ont pas pu surenchérir. Début janvier 2025, Joe Biden et Donald Trump émettent leur opposition formelle à l'offre d'acquisition pour des raisons de sécurité nationale. Le 3 janvier 2025, Joe Biden bloque officiellement le projet de rachat de US Steel par Nippon Steel. Après que Donald Trump, Joe Biden et Kamala Harris, se sont tous opposés publiquement et de manière particulièrement explicite à cette opération, Donald Trump, après avoir été réélu président depuis janvier 2015 annonce son accord à l'opération en mai 2025. En juin 2025, après la création d'une golden share à l'État fédéral, l'opération d'acquisition d'U.S. Steel par Nippon Steel est finalisée avec le rachat toutes les actions ordinaires d’U.S. Steel.